# Styvfamilj

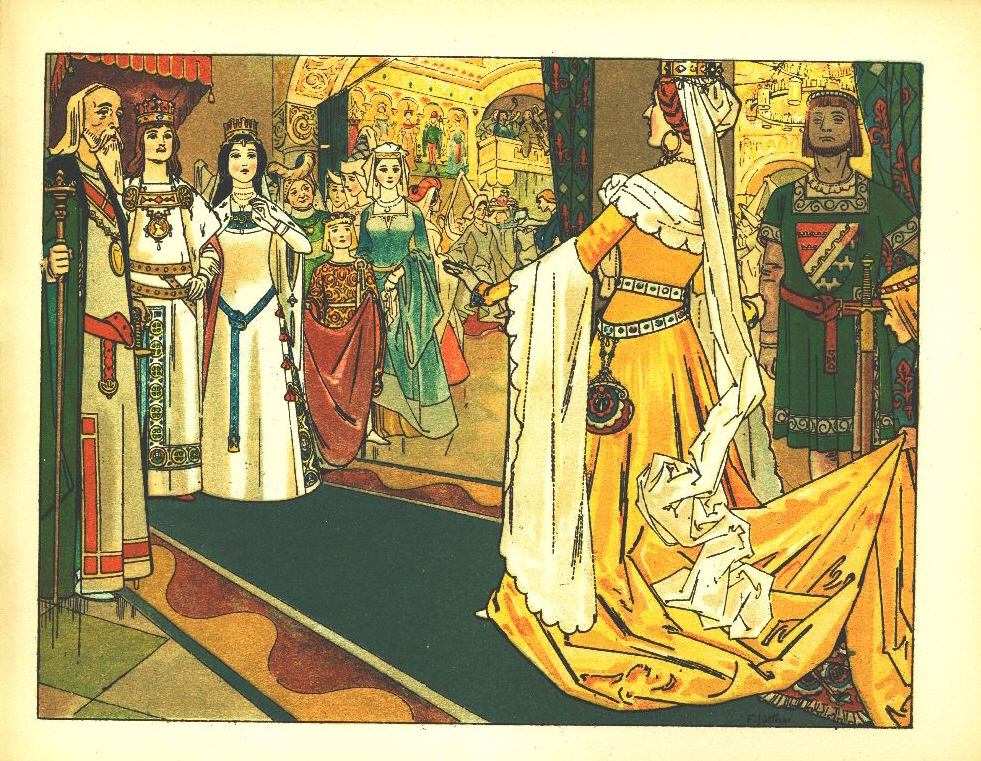
Snövits styvmor.

En styvfamilj är en familj där barn bor tillsammans med en av sina biologiska (eller adoptiv-) föräldrar och en annan vuxen, till exempel faderns nya fru som då kallas styvmor eller moderns nye man som då kallas styvfar. I förhållande till styvföräldern kallas barnen styvbarn (styvdotter, styvson). Det är inte ovanligt att två omgifta föräldrar båda har barn från tidigare äktenskap eller förhållanden, varvid korsvisa styvrelationer uppträder. Barnen blir styvsyskon till varandra (styvsyster, styvbror). Med barn avses åldrarna 0-17 år. Ett synonymt begrepp är "ombildad familj".
Barn som har en förälder gemensam kallas halvsyskon (halvsyster, halvbror), oberoende av om de lever samman i en styvfamilj eller ej. Barn till halvsyskon kallas halvkusiner i förhållande till varandra. 

## I historiskt perspektiv
Styvfamiljen är inget nytt fenomen. Historiskt sett har det alltid funnits styvfamiljer, men anledningen till att man bildade nya familjer var bara en annan förr. Då var det på grund av att den ena föräldern dog, idag har skilsmässor tillkommit som orsak för att bilda styvfamilj. En väsentlig skillnad för barn i styvfamilj i dag är, att de har fler föräldrar att förhålla sig till. Förutom den biologiske och styvföräldern de lever tillsammans med har de en biologisk förälder till som kanske också har en ny partner. För många barn innebär det här att de kan ha fyra föräldrar. Ibland innehåller familjerna också både helsyskon, halvsyskon och styvsyskon. Allt fler barn växer idag upp i styvfamiljer, av samhället har det blivit en accepterad levnadsform. Moraliskt, juridiskt och socialt närmar sig styvfamiljen kärnfamiljen.

## Etymologi och betydelse
Ordledet styv- är fornnordiskt och kommer från tyskans stiuf- och betyder stympad, berövad. Betydelsen går tillbaka till att barnet var berövad en biologisk förälder. Den tidigast dokumenterade användningen av prefixet styv-, i formen steop- återfinns i en latinsk-engelsk ordlista från 700-talet.

Många använder i dag termen bonusbarn om sin partners barn från tidigare förhållanden. Det är emellertid en vidare term, eftersom den även omfattar barn till en sambo eller någon annan som man har ett fast förhållande med. Till bonusbarn finns det således inte alltid en juridisk koppling. Modernare, vardagliga beteckningar för styvfar och styvmor är plast- eller bonuspappa respektive -mamma. Förledet plast- är dock ovanligt rörande barnen.
Styvfamiljen skiljer sig från idén om kärnfamiljen i det att barnen inte lever tillsammans med sina båda biologiska föräldrar. Men båda formerna skiljer sig i sin tur från storfamiljer, kollektiv och andra familjeformer.

## Begreppetstyvmor
Bildligt används uttrycket styvmor om en mindre välvillig vårdarinna, speciellt i begreppet styvmoderlig som avser en mindre välvillig inställning i fråga om underhåll eller omvårdnad. Styvmorsviolen sägs ha fått sitt namn på grund av detta. Styvmodern porträtteras ofta som ond i sagor, exempelvis i Snövit, Askungen och Hans och Greta.

## Statistik
Man räknar med att 7-8 procent av Sveriges barn mellan 0 och 17 år lever i styvfamilj idag, det innebär cirka 158 000 barn. Det är dock svårt att få fram säkra siffror dels eftersom styvfamiljer kan se så olika ut och dels beroende på att samboförhållanden inte räknas med i statistiken.